# Vahto församling
Vahto församling (finska: Vahdon seurakunta) var en självständig luthersk församling i Vahto, Rusko kommun i Finland. Församlingens huvudkyrka var Vahto kyrka, som byggdes år 1803. Efter sammanslagningen av Vahto kommun och Rusko kommun år 2009 har Vahto församling varit en kapellförsamling under Rusko.

## Historia
Vahto församling skildes från Rusko församling och slogs samman med Masko församling som en predikogäll (kapellförsamling) år 1638. År 1866 blev Vahto en kapellförsamling under Masko och först år 1893 blev det en självständig församling. Patis kapell, som var en del av S:t Marie församling, slogs samman med Vahto men fick sin status som en självständig församling år 1901. Den definitiva separationen skedde först år 1937.
Den 16 juli 1938 drabbades Vahto prästgård av en blixtnedslag som antände byggnaden, men branden släcktes snabbt.